# 莫德亚纳加尔乌帕齐拉
莫德亚纳加尔乌帕齐拉是孟加拉国锡尔赫特专区苏纳姆甘杰县一个乌帕齐拉，於2021年7月26日設立，使該國的烏帕齊拉總數達到495個。。

## 人口
據2021年統計，莫德亞納加爾共有人口92745人。該地7歲以上人口之平均識字率為29.02%，低於全國平均值（32.4%）。